# 줄무늬노랑발갈매기
줄무늬노랑발갈매기(Heuglin's gull, Siberian gull, Larus fuscus heuglini)는 갈매기속에 속하는 바닷새이다. 별개의 종(Larus heuglini)으로 간주되기도 하지만 현재는 검은등갈매기의 아종으로 취급되는 것이 보통이다.
줄무늬노랑발갈매기는 콜로반도에서 동쪽으로는 타이미르반도에 이르는 러시아 북부의 툰드라에 서식한다. 핀란드에서의 존재도 주기적으로 보고되고 있다. 남쪽으로 서아시아, 인도 아대륙, 동아시아, 동아프리카로 월동한다. 적은 수가 동남아시아에서 관찰된다.
머리가 둥글고 튼튼한 부리에 긴 다리와 날개를 지닌 대형 갈매기이다. 길이는 53~70 센티미터, 날개 길이는 138~158 센티미터, 신체 질량은 745~1360 그램에 이른다.
주 먹이는 연체동물, 벌레, 갑각류이다.

## 참고 문헌
- Paul Doherty & Bill Oddie (2001) Gulls: A Video Guide to the Gulls of Europe, Asia & North America. Videocassette. Bird Images.
- Klaus Malling Olsen & Hans Larsson (2003) Gulls of North America, Europe, and Asia, Princeton University Press.
- Craig Robson (2002) A Field Guide to the Birds of South-East Asia. New Holland, London.
- Adrian Skerrett, Ian Bullock & Tony Disley (2001), Birds of Seychelles, Christopher Helm, London.

1. ↑  “줄무늬노랑발갈매기”. 두산백과. 2019년 8월 7일에 확인함.
2. ↑  Collinson, J.M.; Parkin, D.T.; Knox, A.G.; Sangster, G.; Svennson, L. (2008). “Species boundaries in the Herring and Lesser Black-backed Gull complex” (PDF). 《British Birds》 101 (7): 340–363. 2020년 12월 3일에 원본 문서 (PDF)에서 보존된 문서. 2019년 8월 7일에 확인함.
3. ↑  Gill, Frank; Donsker, David, 편집. (2019). “Noddies, gulls, terns, auks”. 《World Bird List Version 9.2》. International Ornithologists' Union. 2019년 6월 24일에 확인함.
4. ↑  Burger, J.; Gochfeld, M.; Kirwan, G.M.; Christie, D.A.; de Juana, E.; Garcia, E.F.J. 〈Lesser Black-backed Gull (Larus fuscus)〉.   del Hoyo, J.; Elliott, A.; Sargatal, J.; Christie, D.A.; de Juana, E. 《Handbook of the Birds of the World Alive》. Lynx Edicions. 2017년 4월 21일에 확인함.
5. ↑  Gulls: Of North America, Europe, and Asia by Klaus Malling Olsen & Hans Larsson. Princeton University Press (2004). ISBN 978-0691119977.